# Seeschlacht bei Pola
Die Seeschlacht bei Pola (am 7. Mai 1379) war eine der Schlachten im sogenannten Chioggia-Krieg (oder “vierter genuesisch-venezianischer Krieg”), der zwischen den Seerepubliken Genua und Venedig um die Vorherrschaft im Mittelmeer ausgetragen wurde. Die heute kroatische Stadt Pula liegt in der nördlichen Adria, an der Südspitze Istriens.

## Hintergrund
Am 30. Mai 1378 hatten die Venezianer unter Admiral Vettor Pisani bei Anzio einen Seesieg gegen die Genuesen errungen, die ihrerseits in der Folge versuchten, zusammen mit Ungarn und anderen norditalienischen Verbündeten, Venedig von der Land- und Seeseite aus zu belagern und zur Kapitulation zu zwingen. Im Herbst 1378 drang die genuesische Flotte unter Admiral Luciano Doria in die Adria ein und unterstützte die Operationen der Milizen des Patriarchen von Aquileia und der verbündeten ungarischen Truppen in Dalmatien. Dort überwinterte Doria mit seiner Flotte auch. Die venezianische Flotte kehrte im Herbst 1378 aus Zypern zurück, wo man vergeblich versucht hatte, die Genuesen aus Famagusta zu vertreiben. Die Venezianer überwinterten in ihrem Kriegshafen in Pola.

## Verlauf der Schlacht
Im Frühjahr 1379 legten die Genuesen die Städte Grado und Caorle in Schutt und Asche und tauchten am 7. Mai vor Pola auf. Der venezianische Admiral Vettor Pisani war sich seiner zahlenmäßigen Unterlegenheit bewusst und wollte nicht auslaufen, doch die Kapitäne seiner Schiffe drängten ihn dazu, der genuesischen Unverfrorenheit mit einem Angriff zu begegnen. Trotz Pisanis ungeordnetem Vorgehen schienen sich die heftigen Kämpfe bald zugunsten der Venezianer zu entwickeln. Das genuesische Flaggschiff wurde erobert und der genuesische Befehlshaber, Luciano Doria, getötet. Doch statt sich in diesem entscheidenden Moment zurückzuziehen, übernahm Lucianos Bruder Ambrogio das Kommando über die Flotte und schlug die Venezianer mit aller Entschlossenheit zurück.

## Weiterer Verlauf
Die venezianischen Verluste beliefen sich auf 700 Tote und 2400 Gefangene (von denen 800 nach der Schlacht umgebracht wurden). 15 venezianische Galeeren fielen den Genuesen ebenfalls in die Hände. Pisani brachte nur sieben Galeeren nach Venedig zurück. Man verurteilte ihn deswegen zu sechs Monaten Gefängnis und verbannte ihn für fünf Jahre von allen öffentlichen Ämtern. Doch als die Stadt Venedig im Chioggia-Krieg selbst bedroht war, übergab man Pisani erneut das Kommando. Bei Chioggia schloss er die genuesische Flotte in der Lagune ein, schlug sie bei Brontolo entscheidend und eroberte im Juni 1380 die Stadt Chioggia zurück. Obwohl die Venezianer den Genuesen bei Pola auf See unterlegen waren, konnten sie an Land die Oberhand behalten und sicherten sich so den Erfolg im Krieg und somit die Vorherrschaft im östlichen Mittelmeer.